# ISO 639
ISO 639 е стандартът на ISO за съкратено (кодирано) означаване на наименованията на езиците. В стандарта не са включени езици, проектирани специално за машинно ползване, като например езици за компютърно програмиране и реконструирани езици.
Стандартът има три части:
- ISO 639 – 1:2002 Codes for the representation of names of languages -- Part 1: Alpha-2 code (Кодове за представяне на наименованията на езиците. Част 1: Код алфа-2)

Тази част на ISO 639 дава кодове, състоящи се от двубуквени означения за представяне на наименованията на езиците. Означенията в тази част на ISO 639 първоначално са били съставени за използване в терминологията, лексикографията и лингвистиката, но могат да бъдат приети и за всякакви други приложения, които изискват езикът да се изрази в двубуквена кодирана форма, по-специално в компютъризирани системи. Кодът алфа-2 е бил съставен за практическо използване за по-голямата част от основните световни езици, които не само са най-често представени в общия обем на световната литература, но на които езици съществува значителен обем от специализирани езици и терминология.
- ISO 639 – 2:1998 Codes for the representation of names of languages -- Part 2: Alpha-3 code (Кодове за представяне на наименованията на езиците. Част 2: Код алфа-3)

Стандартът ISO 639 – 2 съдържа трибуквените кодове на всички езици, включени в ISO 639 – 1, но го разширява, като добавя кодове за варианти на езиците. Например, в ISO 639 – 1 за френски език има само един код – fr, докато в ISO 639 – 2 за него има три кода: fre или fra за съвременен френски, frm за средневековен френски (French, Middle (1400— 1800)) и fro за старофренски (French, Old (842 – 1400)).
За някои езици в ISO 639 – 2 има два кода – библиографски и лексикографски, които по традиция се използват в различните области. Такива езици в стандарта са 22 (стандартите са „отворени“ – по предложение на заинтересованите страни винаги могат да се приемат и нови кодове).
- ISO 639 – 3:2007 Codes for the representation of names of languages -- Part 3: Alpha-3 code for comprehensive coverage of languages  (Кодове за представяне на наименованията на езиците. Част 3: Код алфа-3 за изчерпателно обхващане на езиците)

ISO 639 – 3 представя също трибуквени кодове на езиците. Идентифицирането на езиците по този стандарт е подходящо за широк кръг от приложения, като например в компютърни системи и навсякъде, където съществува потенциалната необходимост от поддържането на голям брой езици, за които се знае, че съществуват или че някога са съществували. Докато ISO 639 – 1 и ISO 639 – 2 са насочени предимно към най-разпространените езици в света, респ. които са най-често представени в световната литература, ISO 639 – 3:2007 се опитва да представи възможно най-пълното изреждане на съществуващите езици, включително живи, мъртви, древни и изкуствени езици, големи и малки, с и без писменост. В резултат, ISO 639 – 3:2007 се занимава и с голям брой по-малко познати езици.
Стандартът RFC 3066, базиран на ISO 639, описва използването на кодове на езиците в интернет.